# William Beebe
Charles William Beebe (ur. 29 lipca 1877 w Nowym Jorku, zm. 4 czerwca 1962) – amerykański zoolog, oceanograf, pionier badań głębin morskich. W 1934 roku osiągnął w swojej batysferze razem z jej konstruktorem Otisem Bartonem w okolicy Bermudów rekordową głębokość 923 metrów. Autor książek popularnonaukowych, m.in. 923 metry w głąb oceanu (1935), Kraina wód (1936). Opisał tam m.in. nowe gatunki ryb głębinowych. Obserwacje te nie zostały potwierdzone.

## Dzieła wydane w języku polskim
- William Beebe: 923 metry w głąb oceanu, przeł. Mieczysław Jarosławski, Trzaska, Evert i Michalski, Warszawa, 1936
- William Beebe: W głębinach oceanu, przeł. Zygmunt Chełmoński, Trzaska, Evert i Michalski, Warszawa, 1937
- William Beebe: Kraina wód (Nonsuch), przeł. dr St. Markowski i J. Wiedman, Wyd. Trzaska, Evert, Michalski, Warszawa, 1938
- William Beebe: Galapagos: Na krańcach świata, przeł. dr St. Markowski i J. Wiedman, Wyd. Trzaska, Evert, Michalski, Warszawa, 1936